# 李必藩
李必藩（1892年—1938年），又名必蕃，別字子琪，湖南嘉禾人。中華民國軍人，官至中將。他為中國抗日戰爭期間陣亡的中國軍方高級將領之一。

## 生平
武昌陸軍中學堂、保定陸軍軍官學校第一期工兵科畢業。

歷任湘軍第四旅團副。

湘西鎮守使署參謀主任。

建國軍第二師第四旅團長、參謀長。

1925年入黃埔軍校，任中校兵學教官。

第四期學生第二總隊副總隊長。

第六期軍校訓練處上校處長。

1928年起任國民革命軍第八軍第十六團營長、第二十三師六十七旅旅長。

1934年春代理第二十三師師長。

1935年4月授陸軍少將。

1936年1月任第二十三師師長。

1937年4月授陸軍中將。

1938年5月14日在魯西鄆城與日軍激戰時殉國。

2015年8月24日，列入第二批著名抗日英烈和英雄群体名录。